# Qaarsorsuatsiaq (Insel, Upernavik, nördlich)
Qaarsorsuatsiaq (nach alter Rechtschreibung K'aersorssuatsiaĸ; „ziemlich großer Felsen“) ist eine grönländische Insel im Distrikt Upernavik in der Avannaata Kommunia.

## Geografie
Qaarsorsuatsiaq liegt westlich von Innaarsuit/Saattup Akia. Noch weiter westlich liegen von Norden nach Süden die vier kleineren Inseln Eqqorleq, Illulik, Qiterlersuaq und Saarlersuaq. Nordöstlich befindet sich die Insel Kangaarsuk und südlich die kleine Insel Pikiulli. Der höchste Punkt liegt auf einer Höhe von 320 m.